# Élodie Chérie
Élodie Chérie, pseudonimo di Marie Claude Ouali (Saint-Étienne, 9 settembre 1966), è un'ex attrice pornografica francese, attiva dal 1992 al 2004.

## Biografia
Ha iniziato la sua carriera come pornostar in filmini amatoriali, per fuggire dal mondo della fabbrica in cui lavorava. Nel 1992 divenne un'attrice porno a tempo pieno; prese parte a diverse importanti produzioni francesi di film per adulti, in particolare  Les Nuits de la présidente e Le Parfum de Mathilde, pellicole prodotte da Marc Dorcel. Nel 1996 vinse il premio Hot d'or come miglior attrice non protagonista europea per La Princesse et la Pute. È stata la madrina ufficiale dei "Magics Fans", i sostenitori della squadra di calcio AS Saint-Étienne. Si ritirò dalle scene nei primi anni duemila.

## Premi e riconoscimenti
- 1996: Hot d'or come miglior attrice non protagonista europea per La Princesse et la Pute

## Filmografia parziale

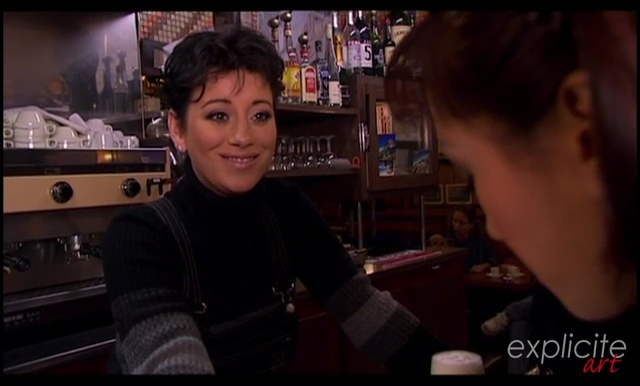
Élodie Chérie in una scena del film XYZ (2000).

### Pornografica
- Sexe & internet, regia di Stan Lubrick (2004)
- Casino, regia di Mario Salieri (2001)
- I racconti immorali, regia di Nicky Ranieri (2001)
- Lady Chérie, regia di Nicky Ranieri (2001)
- Entre Femmes, regia di Marc Dorcel (2000)
- 2000 ans d'amour, regia di Alain Payet (2000)
- Cargo accès interdit, regia di Alain Payet (2000)
- La Gitane, regia di Alain Payet (2000)
- XYZ, regia di John B. Root (2000)
- Prison, regia di Alain Payet (1999)
- Hotdorix, regia di Alain Payet (1999)
- Via Monte Napoleone, regia di Steve Morelli (1999)
- Machos, regia di Fred Coppula (1999)
- Manue au top, regia di Alain Payet (1999)
- Confidenze intime di due troie, regia di Alex Martini (1998)
- Exhibition 99, regia di John B. Root (1998)
- Délires obscènes, regia di Alain Payet (1997)
- Les Nuits de la présidente, regia di Alain Payet (1997)
- Salomé, regia di Franco Lo Cascio (1997)
- Citizen Shane, regia di Marc Dorcel (1996)
- Le Désir dans la peau, regia di Marc Dorcel (1996)
- La Princesse et la pute, regia di Marc Dorcel (1996)
- Le Parfum de Mathilde, regia di Marc Dorcel (1994)
- Les Visiteuses, regia di Alain Payet (1994)
- Dans le cul, Lulu, regia di Alain Payet (1993)
- NestChristine la chaudasse, regia di Alain Payet (1993)
- Adolescenza perversa, regia di Mario Salieri (1993)
- Château de dames, regia di Michel Ricaud (1993)
- Una zia molto disponibile, regia di Antonio D'Agostino (1993)
- Les Miches de la boulangère, regia di Michel Ricaud (1993)
- Offertes à tout n° 3, regia di Michel Ricaud (1993)
- Les Putes de l'autoroute, regia di Michel Ricaud (1992)

### Tradizionale
- Time Demon, regia di Richard J. Thomson (1996)
- Terror of Prehistoric Bloody Creature from Space, regia di Richard J. Thomson (1998)
- Baise moi - Scopami, regia di Virginie Despentes & Coralie (2000)